# Bitwa pod Drewry’s Bluff
Bitwa pod Drewry’s Bluff (znana również jako bitwa o Fort Darling lub bitwa o Fort Drewry) – starcie zbrojne, które miało miejsce 15 maja 1862 na rzece James pomiędzy oddziałami Unii i Skonfederowanych Stanów Ameryki jako część kampanii półwyspowej podczas wojny secesyjnej. Bitwa zakończyła się zwycięstwem konfederatów dzięki czemu zabezpieczyli oni dostęp do swojej stolicy, Richmond, od strony rzeki James.
Za męstwo wykazane podczas bitwy kapral John Freeman Mackie został odznaczony 10 lipca 1863 Medalem Honoru. Mackie na pokładzie USS Galena odważnie otwierał ogień z muszkietu i dzielnie zastępował na stanowiskach ogniowych swoich poległych i rannych towarzyszy. Mackie został pierwszym w historii marine, który otrzymał to najwyższe odznaczenie amerykańskie.

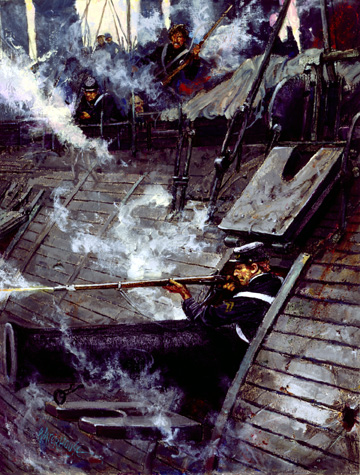
Grafika przedstawiająca kaprala Johna Freemana Mackie na pokładzie USS Galena podczas bitwy pod Drewry’s Bluff